# Kościół św. Marii Magdaleny w Dukli
Kościół świętej Marii Magdaleny – rzymskokatolicki kościół parafialny należący do dekanatu Dukla archidiecezji przemyskiej.
Jest to świątynia wzniesiona w stylu późnobarokowym, wzniesiona w latach 1742–1747 z wykorzystaniem poprzedniej świątyni gotyckiej z XV wieku (obecnie jest to prezbiterium), po pożarze  została odbudowana w latach 1764–1765, została zniszczona ponownie w 1944 i odbudowana. Wyposażenie wnętrza reprezentuje styl rokokowy i powstało w latach 1771–1773, polichromia pochodzi z około 1788, świątynia posiada również liczne obrazy i epitafia. W Południowej kaplicy znajduje się marmurowy nagrobek Marii Amalii z Brühlów Mniszchowej, wykonany w 1773.

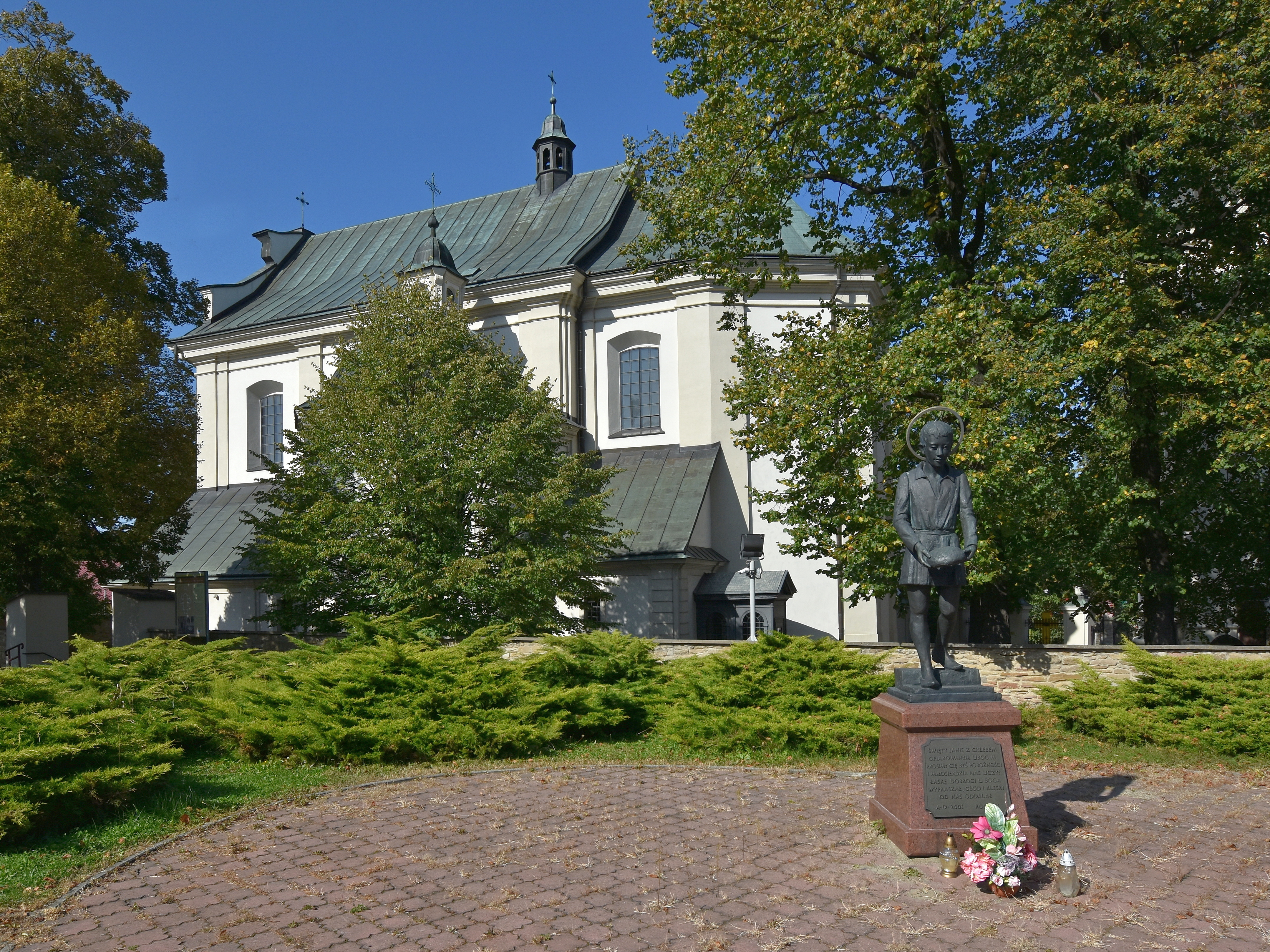
Elewacja południowa
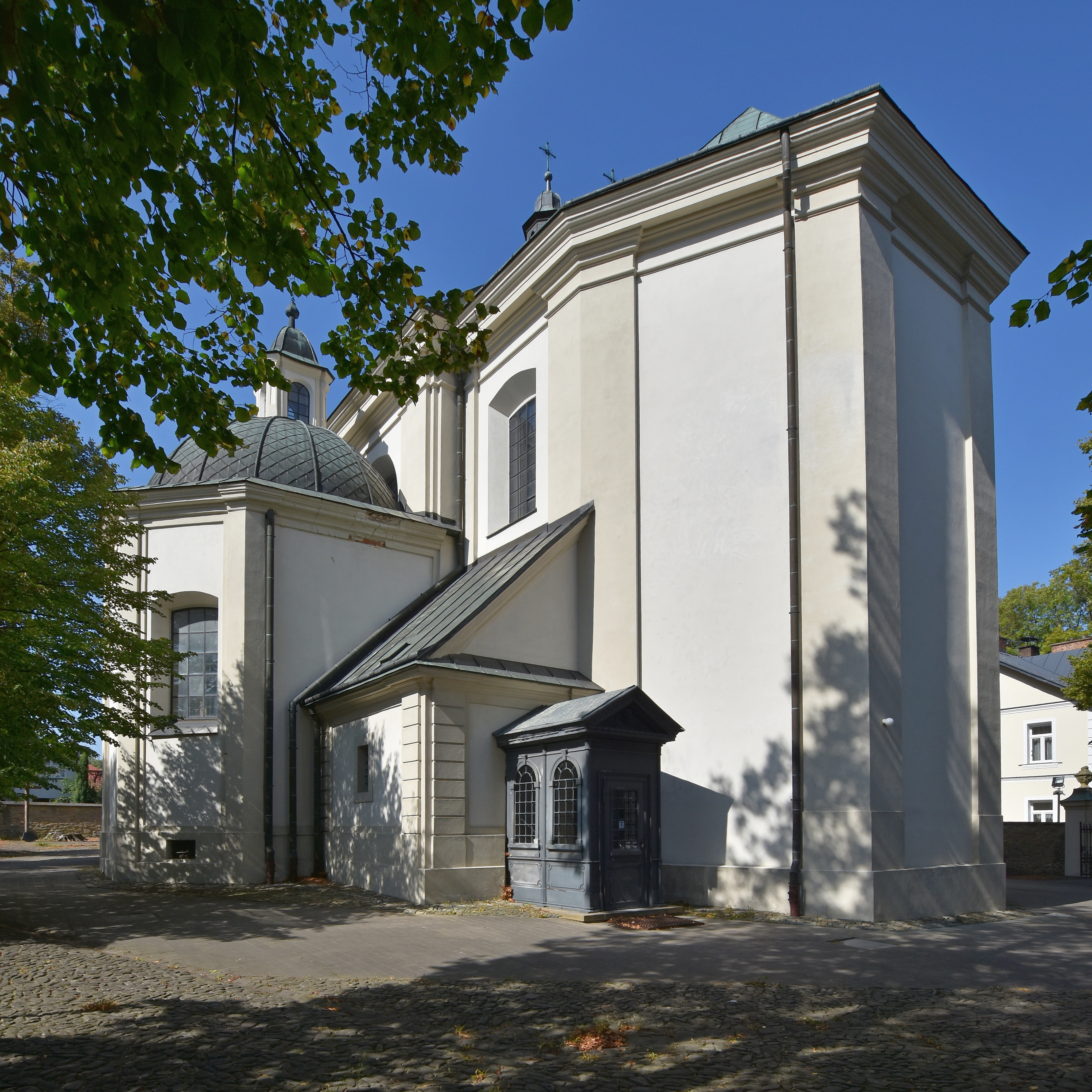
Widok od strony prezbiterium
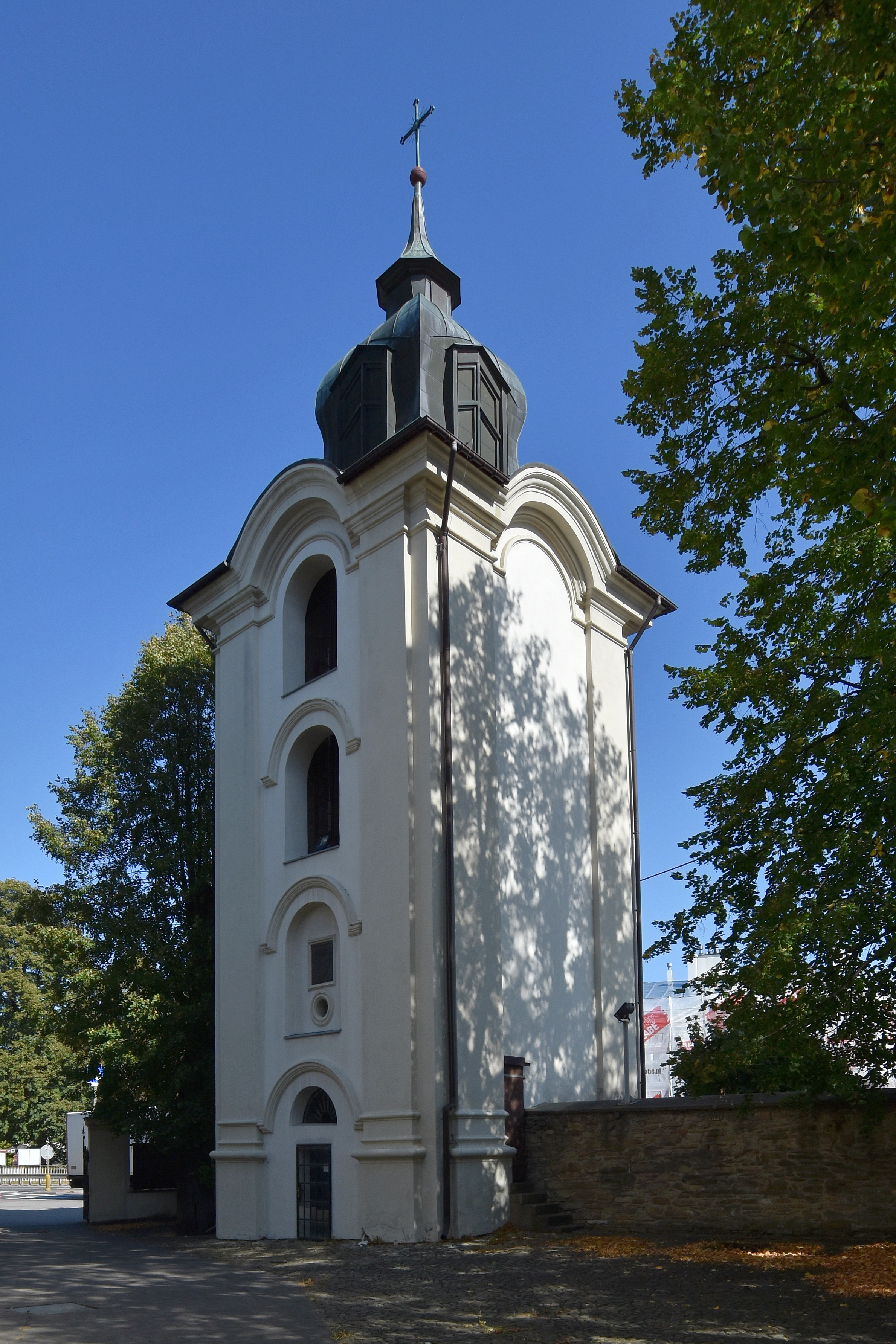
Dzwonnica

## Organy
W kościele znajdują się 22-głosowe organy, gruntownie wyremontowane w 1987 roku. Traktura manuału oraz głosów jest elektropneumatyczna. Stół gry składa się z dwóch manuałów oraz pedału.

### Dyspozycja[5]
Pogrubione zostały głosy językowe
| Manuał I        | Manuał II       | Pedał       |
| --------------- | --------------- | ----------- |
| Bourdon 16'     | Flet kryty 8'   | Subbas 16'  |
| Pryncypał 8'    | Holflet 8'      | Oktawbas 8' |
| Salicet 8'      | Pryncypał 4'    | Fletbas 8'  |
| Dubelt Flet 8'  | Flet otwarty 4' | Chorałbas4' |
| Oktawa 4'       | Blokflet 2'     | Puzon 16'   |
| Rurflet 4'      | Szarf 3x 2/3'   |             |
| Kwinta 2 2/3'   | Obój 8'         |             |
| Superoktawa 2'  |                 |             |
| Mixtura 4x 1/3' |                 |             |
| Trompet 8'      |                 |             |

### Pomoce[5]
1. Połączenia: M I - P, M II - P, M II - M I, Super M II-M I
2. Wolna kombinacja
3. Kombinacje stałe: piano, forte, tutti
4. Crescendo
5. Automat pedału
6. Wyłączniki głosów językowych
7. Tremolo manuału II